# Kopisk

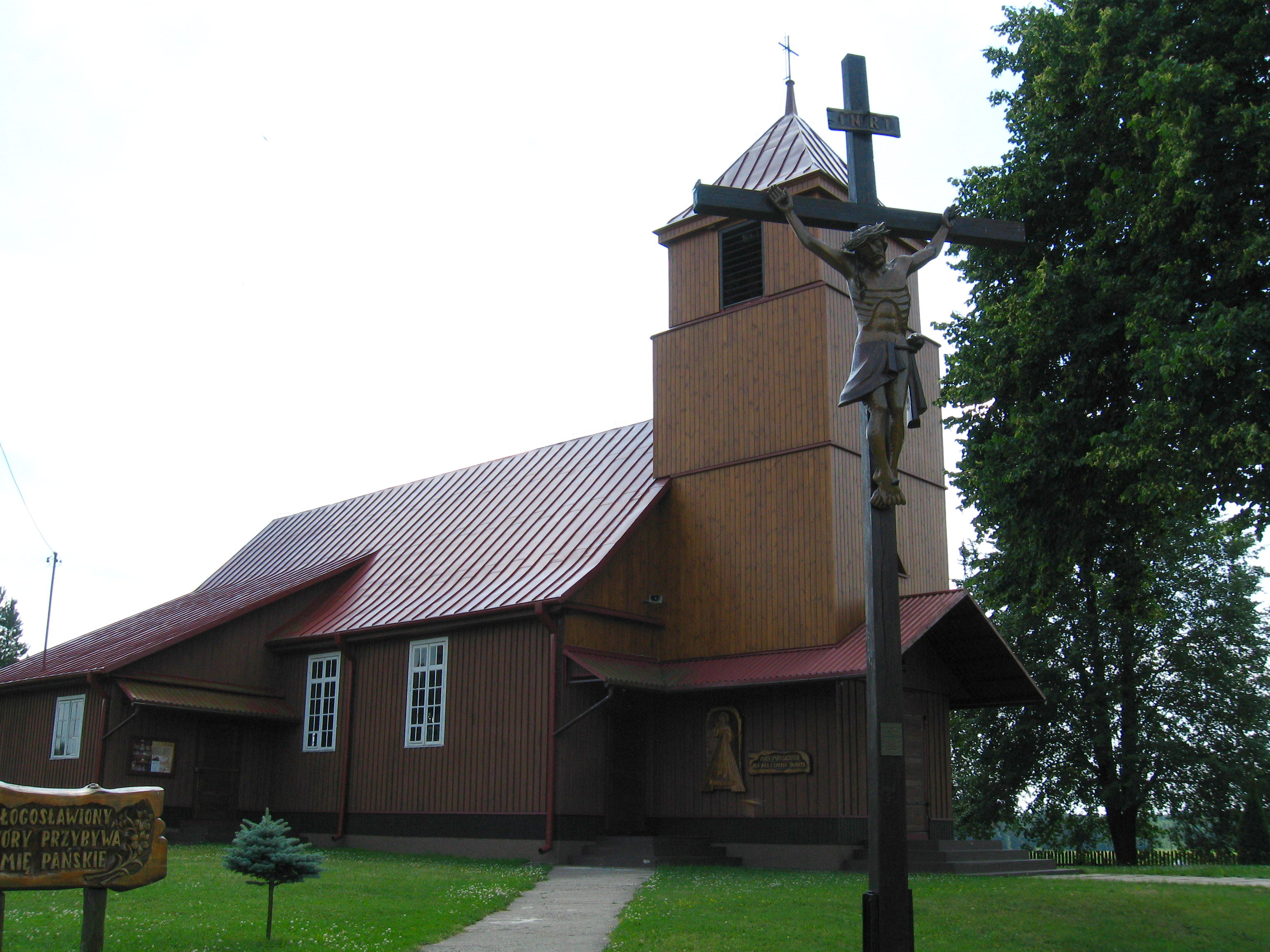
Kościół pw. Najświętszej Maryi Panny Królowej Polski

Kopisk – wieś w Polsce położona w województwie podlaskim, w powiecie białostockim, w gminie Dobrzyniewo Duże.
| SIMC    | Nazwa  | Rodzaj  |
| ------- | ------ | ------- |
| 0027170 | Zdroik | kolonia |

W latach 1975–1998 miejscowość administracyjnie należała do województwa białostockiego.
Miejscowość jest siedzibą parafii rzymskokatolickiej pw. NMP Królowej Polski, należącej do metropolii białostockiej, archidiecezji białostockiej, dekanatu Białystok – Białostoczek.